# Discovery Geschichte

Logo von Discovery Geschichte, welches seit 2009 bei DMAX verwendet wird.

Discovery Geschichte war ein Fernsehsender der weltweiten Discovery-Gruppe der im Rahmen des Programmbouquets von Premiere digital über Satellit sowie Kabel ausgestrahlt wurde. Sendestart war am 31. März 2005, der Sender wurde am 16. Mai 2009 eingestellt und existiert fortan nur noch als Fensterprogramm bei DMAX weiter.
Dieser Sender der Discovery-Gruppe war ausgerichtet auf Dokumentationen aus dem Bereich Geschichte. Gesendet wurden deutsche und internationale Produktionen zur Geschichte von der Antike bis zur Gegenwart sowie zum Zeitgeschehen. Das Programm wurde von der Discovery Communications Deutschland GmbH mit Sitz in München veranstaltet. Programmkooperationen bestanden mit Spiegel TV sowie der BBC.
Die Einstellung von Discovery Geschichte bei Premiere führte zur direkten Aufschaltung des National Geographic Channel innerhalb der Premiere-Plattform. In der Schweiz hat Teleclub den Sender durch Romance TV ersetzt.
Der Schwestersender Animal Planet hat Premiere ebenfalls Anfang Juli 2009 verlassen, als die Premiere AG in der bisherigen Form eingestellt, und zu Sky Deutschland AG umfirmiert wurde.